# 剣南路駅
剣南路駅（けんなんろえき）は台湾台北市中山区に位置する台北捷運内湖線（文湖線）の駅。駅番号は「BR15」。

## 歴史
- 2009年7月4日 - 内湖線開業[2]。

## 駅構造

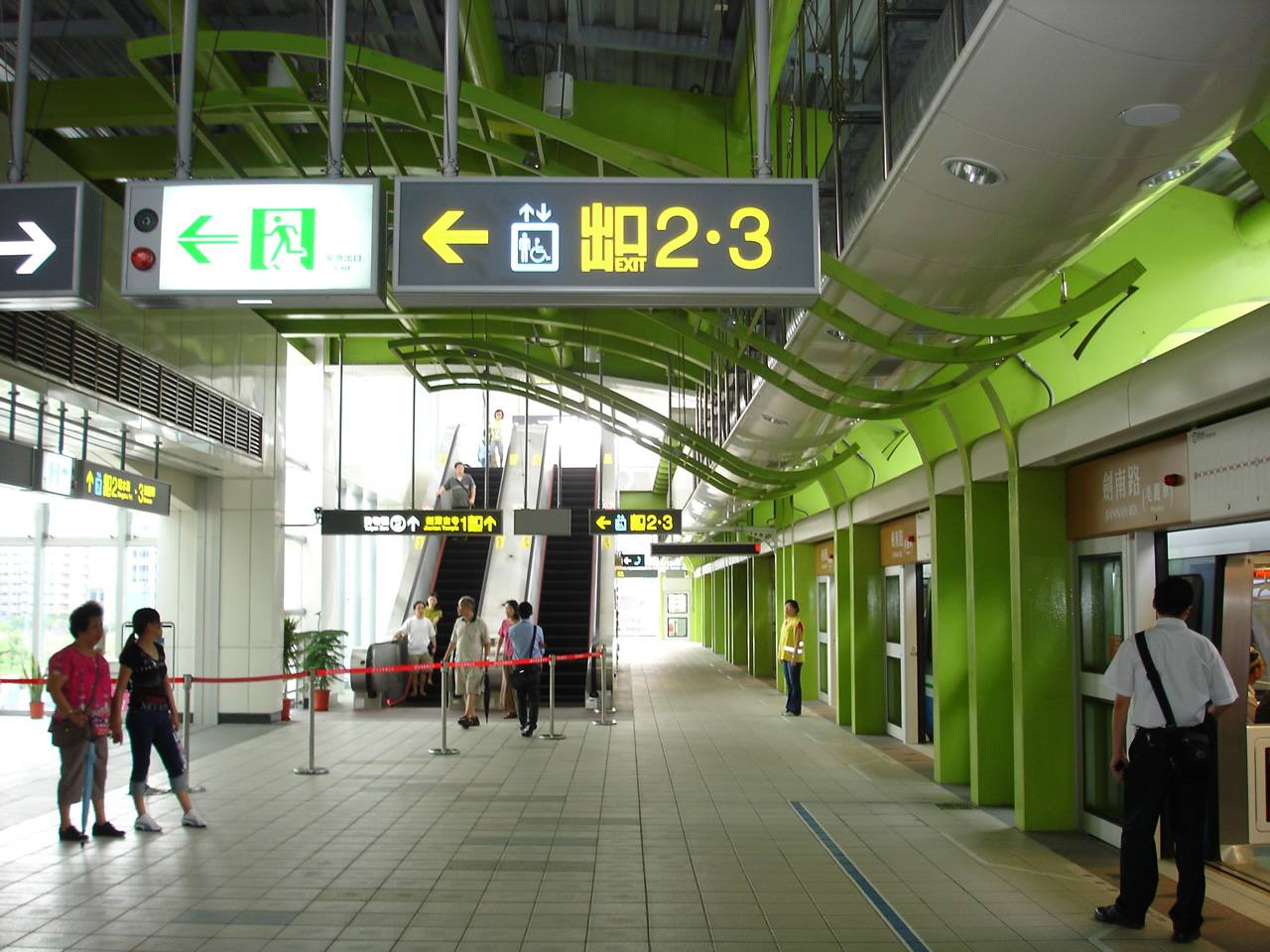
1番ホーム（2009年6月29日）

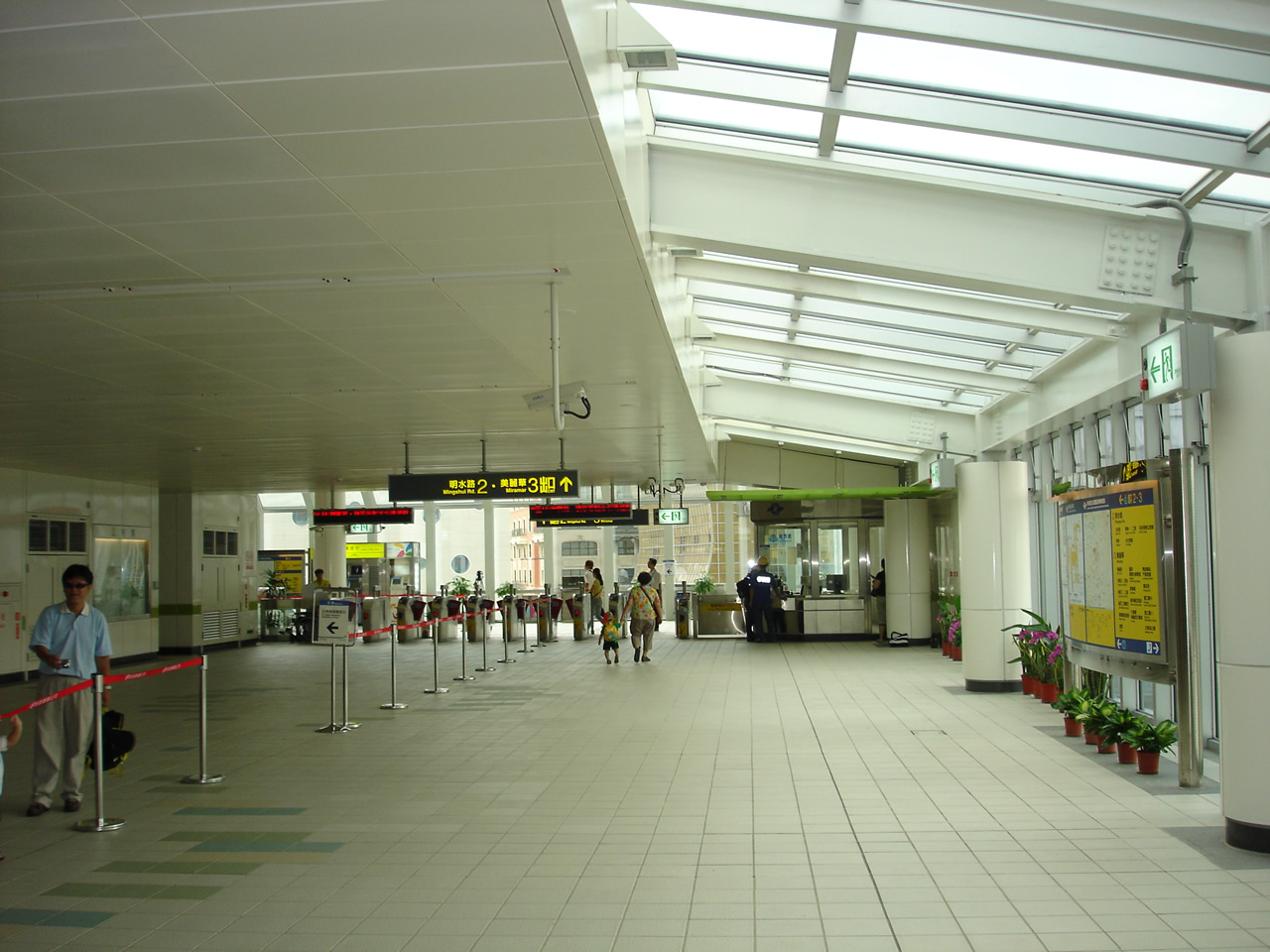
1番ホーム側改札口（2009年6月29日）

地上3階にコンコースおよび相対式ホーム2面2線を有する高架駅で:頁93-94、改札口は上下ホームで別個に直結しており、ホーム間は跨線橋で連絡している:頁93-94。開業時点からホームドア（フルスクリーンタイプ）を有する。

### のりば
| 1 | 文湖線（上り） | 南港展覧館方面 |
| 2 | 文湖線（下り） | 動物園方面     |

### 駅出口
出口1は2番ホーム、出口2・3は1番ホームに隣接する改札口から利用できる。
- 出口1：剣潭古寺
- 出口2：明水路
- 出口3：美麗華

## 利用状況
| 年   | 年間利用客数 | 年間利用客数 | 年間利用客数 | 年間利用客数 | 1日平均 | 1日平均 |
| 年   | 乗車         | 下車         | 乗降計       | 出典         | 乗車    | 乗降    |
| ---- | ------------ | ------------ | ------------ | ------------ | ------- | ------- |
| 2009 | 1,256,958    | 1,233,004    | 2,489,962    | [ 5 ]        | 6,945   | 13,757  |
| 2010 | 2,878,540    | 2,841,949    | 5,720,489    | [ 5 ]        | 7,886   | 15,673  |
| 2011 | 3,550,999    | 3,521,751    | 7,072,750    | [ 5 ]        | 9,729   | 19,377  |
| 2012 | 3,435,284    | 3,426,369    | 6,861,653    | [ 5 ]        | 9,386   | 18,748  |
| 2013 | 3,648,114    | 3,659,328    | 7,307,442    | [ 5 ]        | 9,995   | 20,020  |
| 2014 | 3,807,648    | 3,817,472    | 7,625,120    | [ 5 ]        | 10,432  | 20,891  |
| 2015 | 3,972,544    | 4,019,345    | 7,991,889    | [ 5 ]        | 10,884  | 21,896  |
| 2016 | 4,095,526    | 4,161,204    | 8,256,730    | [ 5 ]        | 11,190  | 22,559  |
| 2017 | 4,029,931    | 4,094,280    | 8,124,211    | [ 5 ]        | 11,041  | 22,258  |
| 2018 | 4,066,376    | 4,106,967    | 8,173,343    | [ 5 ]        | 11,141  | 22,393  |
| 2019 | 4,370,474    | 4,437,983    | 8,808,457    | [ 5 ]        | 11,974  | 24,133  |
| 2020 | 3,654,920    | 3,692,928    | 7,347,848    | [ 5 ]        | 9,986   | 20,076  |
| 2021 | 2,868,158    | 2,875,864    | 5,744,022    | [ 5 ]        | 7,858   | 15,737  |

## 駅周辺

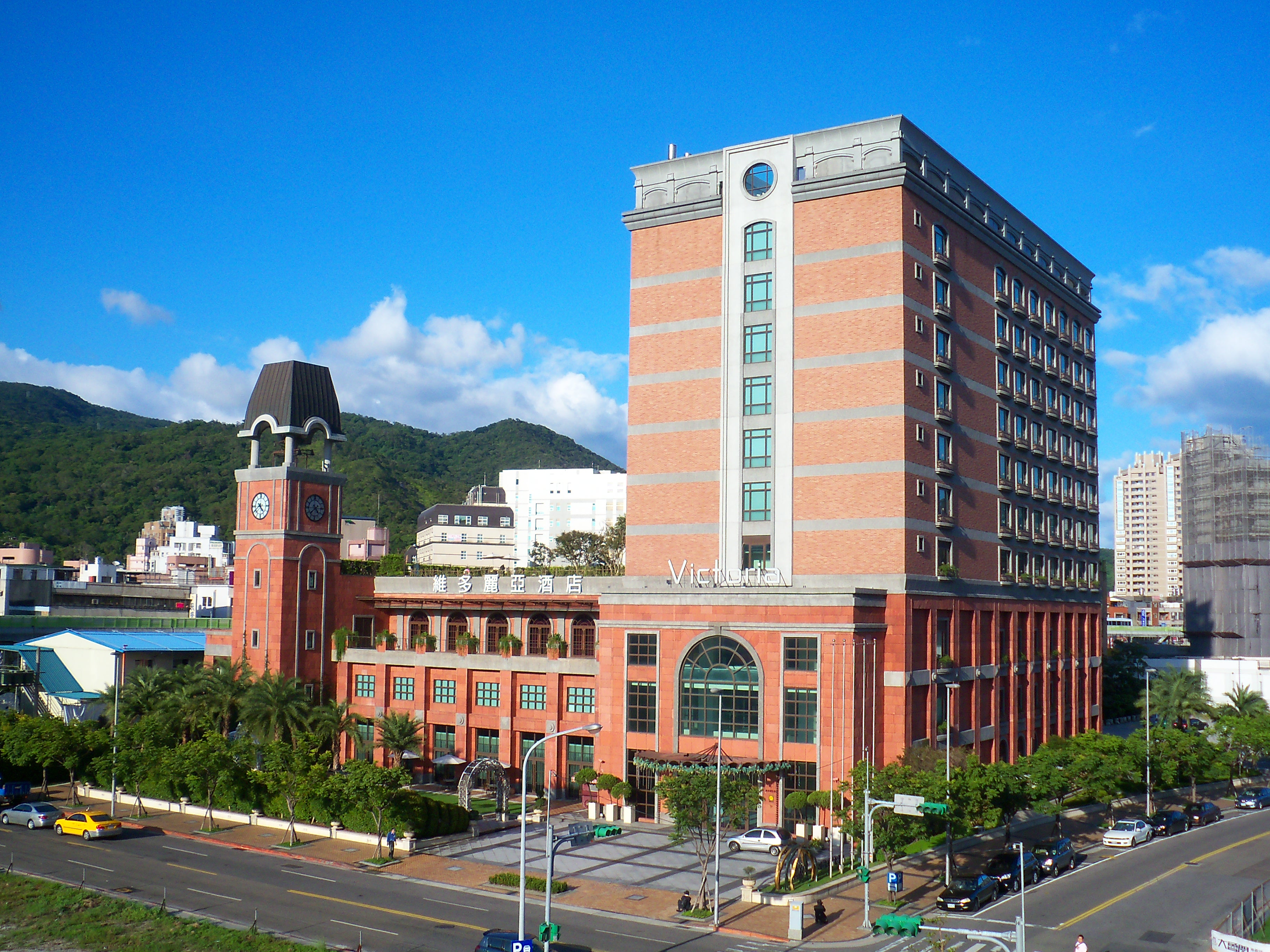
グランドビクトリアホテル

- ミラマーエンターテインメントパーク（中国語版）（美麗華百楽園）
  - スシロー 台北内湖美麗華店
  - 無印良品 美麗華百楽園
- グランドビクトリアホテル（維多麗亜酒店）
- 台北マリオット・ホテル
- 台北美福大飯店
- 剣南路駅駅外広場
- 剣潭古寺（中国語版）
- 基河二期国宅
- ATT 4 FUN（中国語版）大直店（建設中）
- カルフール（家楽福）大直店
- 国防部史政編訳室・示範楽隊
- 大直維多麗亜酒店
- 自強隧道（中国語版）
- YouBike（台北市公共自転車（中国語版））
  - 捷運剣南路サービスセンター（捷運劍南路服務中心）
  - 捷運剣南路駅（2号出口）
- 文湖国小
- 愛買総合スーパー大直店

## バス路線
駅周辺に《捷運剣南路駅》と《捷運剣南路駅（植福）》の2つのバス停がある。

### 市内バス
| 路線               | 運行事業者         | 区間                      | 備考                                    |
| ------------------ | ------------------ | ------------------------- | --------------------------------------- |
| 21                 | 首都客運           | 東湖 - 台北橋             | 捷運剣南路駅バス停に停車                |
| 28                 | 指南客運           | 大直 - 市政府             | 捷運剣南路駅バス停に停車                |
| 33                 | 大都会客運         | 永春高中 - 美麗華         | 捷運剣南路駅バス停に停車                |
| 42                 | 指南客運           | 大直 - 北門               | 捷運剣南路駅バス停に停車                |
| 42区間             | 指南客運           | 大直 - 捷運圓山駅         | 捷運剣南路駅バス停に停車                |
| 72                 | 光華巴士           | 大直 - 捷運麟光駅         | 捷運剣南路駅バス停に停車                |
| 208                | 指南客運           | 中和－大直                |                                         |
| 222                | 大都会客運         | 内湖－衡陽路              | 捷運剣南路駅バス停に停車                |
| 247                | 光華巴士           | 東湖 - 衡陽路             | 捷運剣南路駅バス停に停車                |
| 247区間            | 光華巴士           | 東湖 - 捷運圓山駅         | 捷運剣南路駅バス停に停車                |
| 256                | 指南客運           | 大直 - 松山車站           | 捷運剣南路駅バス停に停車                |
| 267                | 光華巴士           | 天母 - 捷運大湖公園駅     | 捷運剣南路駅バス停に停車                |
| 268                | 光華巴士           | 大直 - 天母               | 休日は運休 捷運剣南路駅バス停に停車     |
| 286副              | 大都会客運         | 行天宮 - 福徳街           | 捷運剣南路駅バス停に停車                |
| 287                | 大都会客運         | 東湖 - 衡陽路             | 捷運剣南路駅バス停に停車                |
| 287 區間           | 大都会客運         | 東湖 - 捷運圓山駅         | 捷運剣南路駅バス停に停車                |
| 553                | 光華巴士           | 東湖 - 捷運剣南路駅       | 捷運剣南路駅（植福）に停車              |
| 556                | 指南客運           | 木柵象頭埔 - 捷運剣潭駅   | 捷運剣南路駅バス停に停車                |
| 620                | 光華巴士、大有巴士 | 科学教育館 - 中華科技大學 | 捷運剣南路駅バス停に停車                |
| 646                | 欣欣客運           | 東湖 - 栄総               | 捷運剣南路駅バス停に停車                |
| 646区間            | 欣欣客運           | 東湖 - 捷運剣潭駅         | 捷運剣南路駅バス停に停車                |
| 681                | 光華巴士           | 東湖 - 陽明山             | 捷運剣南路駅バス停に停車                |
| 683                | 光華巴士           | 後港里 - 南港高工         | 捷運剣南路駅バス停に停車                |
| 902                | 指南客運           | 麟光 - 捷運石牌駅         | 捷運剣南路駅バス停に停車                |
| 955                | 新北客運           | 汐止 - 捷運剣南路駅(植福) | 捷運剣南路駅（植福）に停車              |
| 956                | 台北客運           | 板橋 - 捷運剣南路駅       | 捷運剣南路駅バス停に停車                |
| 957                | 指南客運、淡水客運 | 淡海新市鎮 - 捷運剣南路駅 | 洲美快速道路経由                        |
| 棕16               | 大南汽車           | 内湖科技園区 - 松山機場   | 休日は運休 捷運剣南路駅バス停に停車     |
| 棕20               | 大南汽車           | 内湖科技園区 - 故宮博物院 |                                         |
| 紅2                | 光華巴士           | 汐止社后 - 捷運圓山駅     | 捷運剣南路駅バス停に停車                |
| 紅3                | 光華巴士           | 社子 - 台北花市           | 休日は運休 捷運剣南路駅バス停に停車     |
| 紅3 區間           | 光華巴士           | 社子 - 内湖科技園区       | 捷運剣南路駅バス停に停車                |
| 綠16               | 大都会客運         | 松徳 - 捷運剣南路駅       | 休日は運休。 捷運剣南路駅（植福）に停車 |
| 藍20 區間          | 光華巴士           | 大直 - 捷運昆陽駅         | 捷運剣南路駅（植福）に停車              |
| 藍26               | 三重客運           | 舊宗路 - 捷運市政府駅     | 捷運剣南路駅バス停に停車                |
| 南軟通勤専車北投線 | 大南汽車           | 新北投 - 南港軟体園区     | 捷運剣南路駅バス停に停車                |
| 南軟通勤専車天母線 | 光華巴士           | 天母 - 南港軟体園区       | 捷運剣南路駅バス停に停車                |
| 内科通勤専車15     | 光華巴士           | 天母 - 内湖科技園区       | 捷運剣南路駅バス停に停車                |
| 内科通勤専車16     | 大南汽車           | 捷運石牌駅 - 内湖科技園区 | 捷運剣南路駅バス停に停車                |

### 国道バス
| 運行事業者          | 路線 | 区間 | 備考         |
| ------------------- | ---- | --- | ------------ |
| 首都客運 (首都之星) | 1573 | 基隆駅－中山高－内湖科技園区－捷運剣南路駅                                                                          | 一般車       |
| 首都客運 (首都之星) | 1573 | 基隆駅－中山高－麗山高中－内湖科技園区－捷運剣南路駅                                                                | 麗山高中経由 |
| 国光客運            | 1801 | 基隆駅－中山高－内湖高中－碧湖公園－捷運文徳駅－麗山高中－捷運剣南路駅－士林官邸－捷運芝山駅(文林)－ 石牌－国立護院 | 全程車       |

## 隣の駅
台北捷運
 文湖線
西湖駅 BR16 - 剣南路駅 BR15 - 大直駅 BR14